# Harald A. Summa

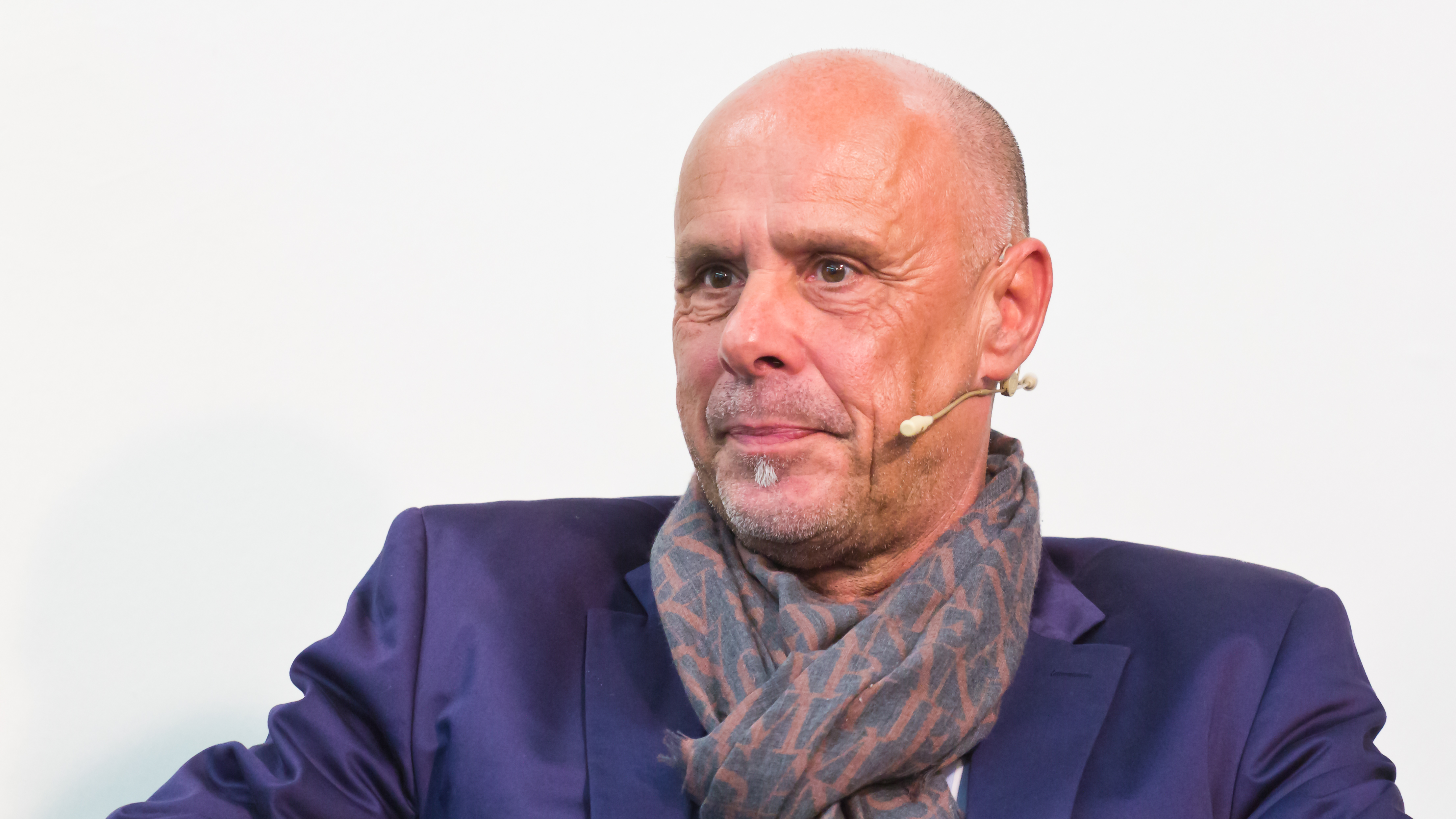
Harald A. Summa, 2014

Harald A. Summa (* 9. Juli 1953 in Marktredwitz) ist ein deutscher Internetpionier und Unternehmer.

## Leben
Harald A. Summa war Gründer und Geschäftsführer des Verbands eco – Verband der Internetwirtschaft. In Deutschland gegründet und ansässig, ist eco international tätig und nach eigenen Angaben mit über 1.100 Mitgliedsunternehmen der größte Zusammenschluss der Internetwirtschaft in Europa. Seit 1996 leitete Summa den weltweit größten und von ihm mitbegründeten Internetknoten DE-CIX in Frankfurt am Main sowie die deutschen und internationalen Standorte der DE-CIX Gesellschaften. Summa ist Mitinitiator der europäischen Verbände Euro-ISPA und Euro-IX. Seit 2011 ist er Stellvertretender Vorsitzender im Digital Hub FrankfurtRheinMain e.V. 2013 und war bis 2018 Kernmitglied in dem Beirat der Initiative Junge Digitale Wirtschaft des Bundesministeriums für Wirtschaft und Energie und im Beirat Digitale Wirtschaft NRW. Seit Gründung des Weizenbaum-Instituts ist Summa Mitglied in dessen Beirat. Im August 2018 wurde Summa von der Hessischen Landesregierung in den Rat für Digitalethik berufen. Das internationale Fachmagazin Capacity zählte Summa im April 2019 zu den „Power 100“, also zu 100 einflussreichsten Personen der globalen Telekommunikationsbranche. Er ist Gründungsmitglied von Gaia-X und im Board of Directors. Seit 2020 ist er einer von drei Vorsitzenden des Organization Member Advisory Council (OMAC) der Internet Society. 2023 wurde er von der hessischen Landesregierung in den Hessischen Zukunftsrat Wirtschaft berufen. 2023 wurde er in das Executive Board von  Réseaux_IP_Européens gewählt. 2023 gab er seine Rolle als Geschäftsführer bei eco auf und wurde zum Ehrenpräsidenten ernannt. Seit 2024 hat er als Chairman die weltweite Führung der Initiative DC Quantum Leap des Diplomatic Council.

## Lehre und Forschung
Summa war von 1980 bis 1990 Lehrbeauftragter am Lehrstuhl für Informatik an der Universität zu Köln. 1999 war er Partner im Kooperativen Studiengang Informatik (KoSI), Fachbereich Informatik der Hochschule Darmstadt, wo er 2013 den Studiengang mitgestaltete. 2014 initiierte Summa die Abteilung Research & Development innerhalb der DE-CIX Management GmbH. 2020 veröffentlichte er das Buch „Im digitalen Ökosystem – Sieben Fähigkeiten, die Sie zum Überleben brauchen“. 2023 veröffentlichte Summa gemeinsam mit Andreas Dripke „Die digitale Zivilisation“.